# Universität Fukuoka

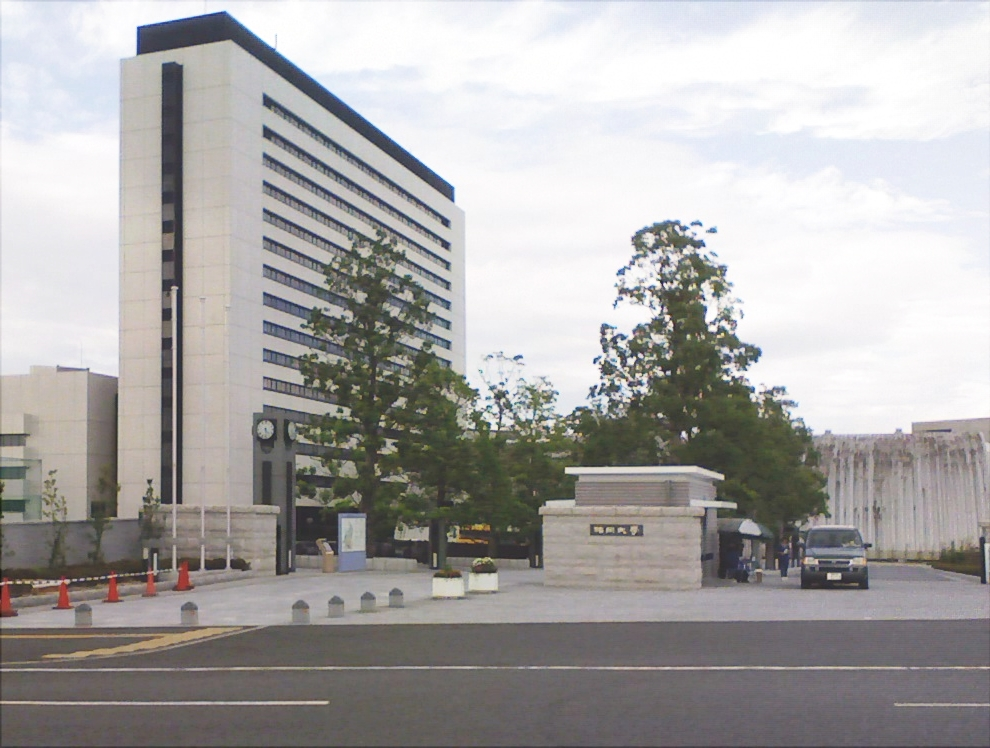
Haupttor

Die Universität Fukuoka (jap. 福岡大学, Fukuoka daigaku) ist eine private Universität in Japan. Sie liegt in Jōnan-ku, Fukuoka in der Präfektur Fukuoka.

## Geschichte
1934 wurde die Höhere Handelsschule Fukuoka (福岡高等商業学校, Fukuoka kōtō shōgyō gakkō) von Umetaro Mizoguchi, einem Professor an der Seinan-Gakuin, gegründet. Diese war auf der Insel Kyūshū die fünfte älteste Handelsfachhochschule nach Nagasaki (1905), Ōita (1921), Seinan-Gakuin (1921) und Kagoshima (1932). Sie wurde 1944 mit der Fachschule Kyūshū (in Tobata) zur Wirtschaftsfachschule Kyūshū (九州経済専門学校, Kyūshū keizai semmon gakkō) zusammengelegt. 1946 wurde sie in Wirtschaftsfachschule Fukuoka umbenannt.
1949 wurde die Wirtschaftsfachschule mit der Auslandswissenschaftlichen Fachschule Fukuoka zur Handelsuniversität Fukuoka (福岡商科大学, Fukuoka shōka daigaku) zusammengelegt. Sie wurde nur mit der handelswissenschaftlichen Fakultät eröffnet. 1956 fügte sie die Fakultät für Rechtswissenschaft und Volkswirtschaftslehre hinzu und benannte sich in Universität Fukuoka um. Mit den Jahren gründete sie mehr Fakultäten: Pharmazie (1960), Ingenieurwissenschaften (1962), Geisteswissenschaften (1969), Sportwissenschaft (1969), Naturwissenschaften (1970), und Medizin (1972). Seit 1965 werden Masterstudiengänge angeboten, und seit 1967 Doktorkurse.

## Fakultäten
- Geisteswissenschaften
- Rechtswissenschaft
- Volkswirtschaftslehre
- Handelswissenschaft
- Naturwissenschaften
- Ingenieurwissenschaften
- Medizin
- Pharmazie
- Sportwissenschaft

## Zahlen zu den Studierenden und den Mitarbeitern
2021 waren insgesamt 19.471 Studierende an der Universität Fukuoka eingeschrieben. Davon waren 11.694 männlich (60,1 %) und 7.777 weiblich (39,9 %). Zum Lehrpersonal gehörten 4.113 Personen, 1.734 Männer (42,2 %) und 2.379 Frauen (57,8 %).
Im Mai 2011 waren es 20.881 Studierende, 20.035 vor dem Abschluss und 846 Postgraduierte. Sie wurden von 1.353 Mitarbeitern in der Lehre betreut. Bis März 2011 zählte die Universität 230.869 Personen als Ehemalige (Alumni).